# Cinta Damai (Babul Makmur)
Cinta Damai is een bestuurslaag in het regentschap Aceh Tenggara van de provincie Atjeh, Indonesië. Cinta Damai telt 1083 inwoners (volkstelling 2010).